# پادشاهی آلبانی (۱۹۲۸-۱۹۳۹)
پادشاهی آلبانی ( به زبان آلبانیایی توسکی : Mbretëria Shqiptare ) نام رسمی کشور آلبانی بین سالهای ۱۹۲۸ تا ۱۹۳۹ میلادی بود. آلبانی توسط مجلس مؤسسان پادشاهی اعلام شد و رئیس‌جمهور آن، احمد بج زوغو به عنوان پادشاه زوغو یکم ملقب شد. این حکومت مستقیما توسط رژیم فاشیستی ایتالیا حمایت می‌شد و دو کشور تا زمان تهاجم ناگهانی ایتالیا به آلبانی در سال ۱۹۳۹ میلادی روابطی بسیار نزدیک و دوستانه داشتند. زوغو پس از شکست از ایتالیا، به تبعید رفت و دیگر به کشورش بازنگشت. حزب کمونیست کار آلبانی در پایان جنگ جهانی دوم کنترل کشور را به‌دست آورد، یک دولت کمونیستی تأسیس و زوغو را رسماً از پادشاهی خلع کرد.

## پادشاهی زوغو
در سال ۱۹۲۸ میلادی، رئیس‌جمهور زوغو رضایت نماینددگان پارلمان را برای انحلال مجلس جلب کرد.  مجلس مؤسسان جدید قانون‌اساسی را بازنگری کرد و آلبانی را از یک حکومت جمهوری به یک پادشاهی تبدیل و زوغو را به زوغو اول، " پادشاه آلبانیایی‌ها " ملقب کرد. پس از این، به رسمیت شناختن حکومت جدید به سرعت به مجامع بین‌المللی رسید. مجلس مؤسسان، براساس قانون اساسی جدید، مجلس سنای آلبانی را لغو و مجمعی تک مجلسی ایجاد کرد. اگرچه این حکومت اسماً یک پادشاهی مشروطه بود، اما در عمل شاه به عنوان یک دیکتاتور قدرت‌هایی را که به عنوان رئیس‌جمهور زوغو در اختیار داشت، همچنان حفظ کرد. آزادی‌های مدنی کم و بیش وجود نداشت و مخالفان سیاسی اغلب زندانی و کشته می‌شدند. بنابراین، برای همه مقاصد و نیت‌ها، آلبانی یک دیکتاتوری نظامی باقی ماند. 
به زودی پس از سوگند رسمی خود به عنوان پادشاه، پادشاه زوغو نامزدی خود را با دختر شفقت ورلاچی قطع کرد. در پی این تصمیم، ورلاچی حمایت خود را از پادشاه زوغو قطع کرد و شروع به توطئه برعلیه او کرد. زوغو در طول سال‌های حکومت، دشمنی‌های زیادی به وجود آورده بود که براساس سنت آلبانیایی تحت عنوان انتقام خون، آنها را ملزم می‌کرد که سعی کنند او را بکشند. در نتیجه زوغو بر تعداد محافظان خود افزود و خود را با تعداد زیادی از نگهبانان محاصره کرد. وی به ندرت در انظار عمومی ظاهر می‌شد. وفاداران پادشاه تمام قبایل آلبانی را به جز قبایل ماتی و متحدان آنها، دیبرا، خلع سلاح کردند. با این وجود، در بازدید از وین در سال ۱۹۳۱، زوغو و محافظانش با قاتلان احتمالی بر روی پله‌های خانه اپرای وین مسلحانه جنگیدند.
زوغو نسبت به افزایش مداوم ناامیدی نسبت به تسلط پادشاهی ایتالیا بر آلبانی حساس بود. ارتش سلطنتی آلبانی، اگرچه همواره ۱۵٬۶۰۰ سرباز داشت، اما سرمایه‌های کشور را بلعید و انحصار ایتالیایی‌ها در آموزش نیروهای مسلح، افکار عمومی را جریحه‌دار کرد. به عنوان وزنه تعادل، زوغو افسرانی بریتانیایی را علی‌رغم فشار شدید ایتالیا برای برکناری آنها در ژاندارمری سلطنتی آلبانی استخدام و نگه داشت. در نهایت و در سال ۱۹۳۱ میلادی، پادشاه زوغو آشکارا در مقابل ایتالیایی‌ها ایستاد و از تمدید نخستین معاهده تیرانا در سال ۱۹۲۶ خودداری کرد.
در طول بحران ۱۹۲۹-۱۹۳۳، زوغو در سال ۱۹۳۱ از ایتالیایی‌ها درخواست وام ۱۰۰ میلیون فرانک طلا کرد و این درخواست توسط دولت سلطنتی ایتالیا تأیید شد. در سال‌های ۱۹۳۲ و ۱۹۳۳، آلبانی نمی‌توانست سود وام‌های خود را از انجمن توسعه اقتصادی آلبانی بپردازد. در پاسخ، رم فشارها را افزایش داد و از تیرانا خواست که ایتالیایی‌ها را برای هدایت ژاندارمری به خدمت بگیرد و امور لازم برای ملحق شدن آلبانی به ایتالیا در اتحادیه گمرکی را انجام دهد. از دیگر خواسته‌های ایتالیا می‌توان به درخواست گرفتن امتیازاتی از قبیل اعطای کنترل انحصارات شکر، تلگراف و برق کشور و همچنین آموزش زبان ایتالیایی به طور کلی به آلبانیایی‌ها در مدارس آلبانیایی و پذیرش آلبانی به عنوان مستعمره‌ای از ایتالیا اشاره کرد. زوغو این درخواست‌ها را نپذیرفت. در عوض، دستور داد بودجه ملی ۳۰ درصد کاهش یابد، مستشاران نظامی ایتالیایی را برکنار کرد و مدارس کاتولیک ایتالیایی در بخش شمالی کشور را ملی و از اختیار ایتالیایی‌ها خارج کرد.
تا ژوئن ۱۹۳۴، پادشاهی آلبانی قراردادهای تجاری زیادی با پادشاهی یوگسلاوی و یونان امضا کرد و بنیتو موسولینی دیکتاتور ایتالیا، همه‌ی پرداخت‌ها اعم از کمک‌های مالی و تجارت را با تیرانا به حالت تعلیق درآورد. تلاش ایتالیایی‌ها برای ارعاب آلبانیایی‌ها با فرستادن ناوگانی از کشتی‌های جنگی رجیا مارینا به آلبانی با شکست همراه بود زیرا آلبانیایی‌ها فقط به این نیروها اجازه‌ی ورود بدون سلاح دادند. موسولینی سپس تلاش کرد آلبانیایی‌ها را بخرد. او در سال ۱۹۳۵، ۳ میلیون فرانک طلا به دولت آلبانی هدیه داد. ایتالیایی‌ها همچنان دست‌بردار نبودند و تلاش کردند تا با ایجاد شورش در آلبانی، زوغو را سرنگون و یا وادار به قبول خواست خود کنند. موفقیت زوغو در شکست دادن دو شورش محلی، موسولینی را متقاعد کرد که ایتالیایی‌ها باید با پادشاه آلبانی به توافق جدیدی برسند. روابط با ایتالیا در سال ۱۹۳۶ بهبود یافت. دولتی متشکل از مردان جوان به رهبری مهدی فراشری ، مدیر روشنفکر بکتاشی، از ایتالیا تعهد گرفت تا به وعده‌های مالی که موسولینی به آلبانی داده بود عمل کند و وام‌های جدیدی برای بهبود بندر دراج و سایر پروژه‌هایی که دولت سلطنتی آلبانی را سرپا نگه دارد، اعطا کند. پس از آن، ایتالیایی‌ها در خدمات مدنی آلبانی مشغول به کار شدند و به مهاجران ایتالیایی اجازه ورود به این کشور داده شد.

## تحصیلات
تحصیلات در پادشاهی آلبانی شامل دو بخش بود، که شامل آموزش ابتدایی و متوسطه می‌شد. بر پایه قانون طبیعی آموزش (ژوئن ۱۹۲۸)، هدف از آموزش اولیه تربیت اخلاقی کودکان، رشد قوای روحی و جسمی آنها و تجهیز آنها به دانش و مهارت‌های لازم برای زندگی خصوصی و اجتماعی آنها بود.
تحصیلات اولیه در پادشاهی آلبانی، اجباری و رایگان بود. مدارس ابتدایی در یک دوره پنج ساله صورت می‌گرفت و دروس زیر در آن آموزش داده می‌شد:
- دانش اخلاقی و مدنی.
- آواز خواندن و نوشتن.
- زبان (دیکته، انشاء و دستورزبان).
- عناصر حسابی و هندسی.
- تاریخ ملت آلبانی و مهمترین وقایع از تاریخ عمومی.
- جغرافیا.
- عناصر علوم طبیعی و فیزیکی با کاربرد در کشاورزی و بهداشت.
- طراحی.
- موسیقی.
- کاردستی و اقتصاد خانگی.
- ژیمناستیک.
- کار عملی کشاورزی.

تحصیلات ابتدایی برای پسران و دختران از سن ۶ تا ۱۳ سالگی اجباری بود. تنها افرادی با شرایط زیر از تعهد آموزش مستثنی می‌شدند:
- کسانی که در خانه درس می‌خواندند.
- کسانی که بیماری‌های مسری داشتند.
- نابینایان، لال‌ها و ناشنوایان (آنها باید در مدارس خاص شرکت می‌کردند).

دولت تنها مخارج مربوط به کادر آموزشی مدارس ابتدایی را برعهده گرفت و هزینه‌های نگهداری ساختمان‌ها، اثاثیه و ادوات آن‌ها برعهده شهرداری بود. در این راستا شهرداری‌ها موظف بودند حداقل ۵ درصد از درآمدشان را در بودجه خود به مدارس تخصیص دهند. از بین مدارس ابتدایی، افرادی با شرایط زیر به عنوان معلم منصوب می‌شوند:
- کسانی که یک مدرسه عادی را برای معلمان به پایان رسانده بودند.
- کسانی که لیسه را به پایان رسانده بودند و دوره آموزشی یا بعد از امتحان تربیتی دارند.
- در صورت فقدان موارد فوق، افرادی که دوره ۴ ساله و سایر مدارس معادل آن را به پایان رسانده‌اند، می‌توانند به عنوان کمک‌معلم و پس از چهارسال خدمت، طبق آزمون استعدادیابی به عنوان معلم قطعی استخدام شوند.

آموزش متوسطه "به مناسب‌ترین شکل برای تقویت اراده و انضباط در کار جوانان آلبانیایی و بیدار کردن احساس وظیفه نسبت به خود و میهن و تجهیز آن به فرهنگ عمومی و ملی" سازماندهی شد. 
انواع مدارس متوسطه عبارت بودند از: زورخانه و لیسیوم که در آن همه دروس به زبان فرانسوی تدریس می‌شد؛ موسسات تجاری عادی، مدارس شهر و موسسات فنی. از مدرسه عادی مؤسسه بازرگانی به عنوان مدرسه عالی، مدرسه شهرستان به عنوان مدرسه سطح پایین و مؤسسه فنی به عنوان سطح عالی در نظر یاد می‌شد.
رشته‌هایی در یک مدرسه شهری وجود داشت که تقسیم‌بندی آن از سال سوم شروع می‌شود. آن‌ها عبارت بودند از: تجارت، نجاری، آهنگری، دامداری، کشاورزی و اقتصاد خانگی.
ترتیب نمره‌دهی به دانش‌آموزان در مدارس متوسطه عبارت بودند از: ۱ (خیلی خوب). ۲ (خوب)؛ ۳ (نسبتا خوب): ۴ (قابل قبول)؛ ۵ (بد)؛ ۶ (خیلی بد). در لیسیوم کرچ نظام نمرات به شکل دیگری بود: ۱۰ بهترین نمره، ۵ نمره قبولی و ۰ بدترین نمره.
دروس زیر در دبیرستان‌ها و لیسیوم‌ها آموزش داده می‌شد:
- دانش مدنی و اخلاقی.
- زبان و ادبیات.
- ریاضیات.
- تاریخ.
- جغرافیا.
- زیست‌شناسی.
- یونانی قدیم
- لاتین.
- عناصر فلسفه.
- عناصر اقتصاد سیاسی و حقوق.
- خوشنویسی و نقاشی.
- موسیقی.
- ژیمناستیک.[۵]

## اقتصاد
در سال ۱۹۲۸ میلادی، اساسنامه پایه‌ای، همراه با قانون مدنی به تصویب رسید و اصلاحات ارضی جدیدی وضع شد و قوانین پیشین (ferexhesë) کنار گذاشته شد. قانون مدنی سوئیس با الگوی مصطفی کمال آتاترک در ترکیه جایگزین قوانین اسلامی شد. شاه زوغو از گسترش معماری مدرن در آلبانی حمایت کرد و به دنبال بهبود رفاه، تعادل تجارت و آموزش جوانان آلبانیایی بود.
در سال ۱۹۲۹ میلادی، دنیا گرفتار یک بحران بزرگ ناشی از تولید بیش از حد بود که  اثرات آن برای آلبانی بسیار ویرانگر توصیف می‌شود. در طول این سال، دولت شاه زوغو نخستین نشانه‌های بحران را عمدتاً در سیستم مالی و پولی مشاهده و آن‌ها را در سال ۱۹۳۰ میلادی حساس تر کرد. این بحران بین سال‌های ۱۹۳۴ و ۱۹۳۵ میلادی به اوج خود رسید. بیشتر صنایع فلج یا ورشکسته شدند. این بحران عمیقاً همه سیستم‌های اعتباری و مالی را تحت تأثیر قرار داد. در این زمان به دلیل تداوم کسری بودجه و مشکلات مالی مشهود در بسیاری از مناطق و بخش‌های کشور، وام‌هایی از کشورهای غربی گرفته شد، اما بیشتر وام‌ها از ایتالیا دریافت شد.
در سال ۱۹۳۱، کشاورزی آلبانی تحت تاثیر یک خشکسالی بزرگ قرار گرفت که عواقب جدی در تامین غذای ملی ایجاد کرد. در نتیجه این وضعیت در سال ۱۹۳۲، میزان واردات گندم و ذرت که جزو وعده‌های اصلی آلبانیایی‌ها بود، ۳۳ درصد افزایش یافت.

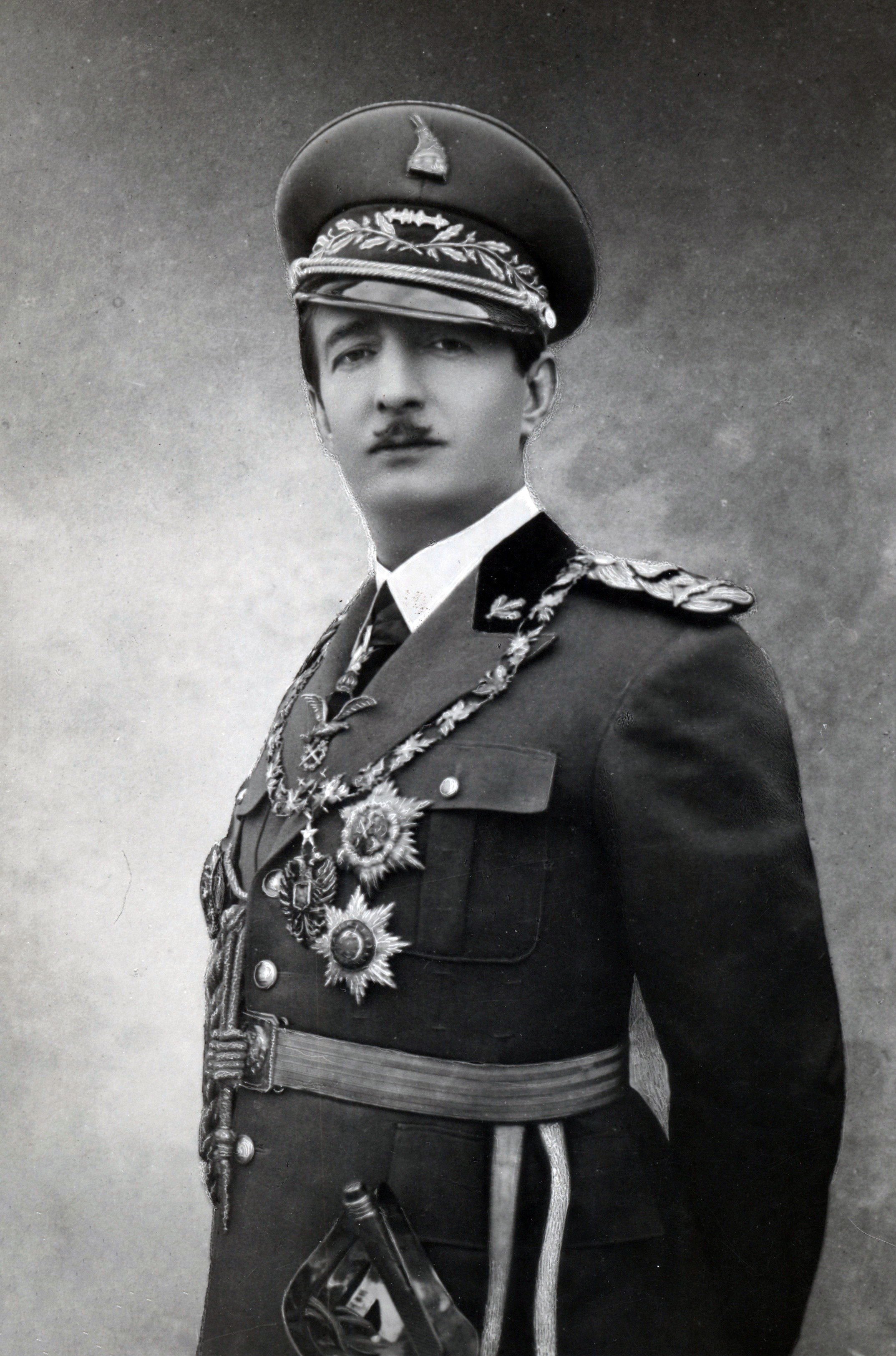
پادشاه زوغو آلبانی

بحران ۱۹۳۰-۱۹۳۴ میلادی از بسیاری جهات متفاوت بود: تعداد افرادی که با شغل غیرکشاورزی زندگی می‌کنند از ۱۵٫۹ درصد جمعیت آلبانی در سال ۱۹۳۰ به ۱۵٫۴ درصد در سال ۱۹۳۸ کاهش یافت. علی‌رغم افزایش صادرات آلبانی از ۲ میلیون فرانک طلا به ۱۲ میلیون بین سال‌های ۱۹۲۳ و ۱۹۳۱، طی دو سال آینده میزان صادرات به مقدار مشابه در سال ۱۹۲۳ کاهش یافت. وضعیت دشواری بین سال‌های ۱۹۳۵ و ۱۹۳۶ رخ داد، زمانی که دولت مجبور شد کمک‌های غذایی اضطراری (کوپن) را در مناطق فقیر توزیع کند. در همین حین، برخی مقاصد تجارت کالاهای آلبانیایی مالیاتی را بر واردات پنیر و کره مالیات وضع کردند که عواقب منفی بر صادرات آلبانی داشت. چرا که تا ۷۰٪ صادرات ملی آلبانی را همین کالاها تشکیل می‌دادند. این رخداد منجر به بحرانی در حوزه صنعت دامداری شد. یکی دیگر از تأثیرات قابل توجه، ایجاد به اصطلاح «جلپیت مالیات» بود که برای سر/چارپایان و دام‌ها اعمال می‌شد. در سال ۱۹۳۳، دولت مالیات‌ها را ۵۰ درصد کاهش داد.
بخش گسترده‌ای از مردم آلبانی را کشاورزان و دهقانان تشکیل می‌دادند و آلبانی عملاً کشوری صنعتی نبود و پتانسیل این کشور برای برق آبی عملاً بی‌بهره بود. نفت اصلی‌ترین منبع قابل استخراج آلبانی بود. ایتالیایی‌ها در سال ۱۹۳۹ میلادی با ایجاد شرکتی با نام تجاری "Sveja" امتیاز حفاری نفت در سایر شرکت‌های خارجی را در اختیار گرفتند. ساخت یک خط لوله بین میدان نفتی کوچوو و بندر ولوله، حمل و نقل نفت خام به پالایشگاه‌های ایتالیا را تسریع کرد. این شرکت با منابع طبیعی در آلبانی سروکار داشت. آلبانی همچنین دارای قیر، لیگنیت، آهن، کرومیت، مس، بوکسیت، منگنز و مقداری طلا بود. یک کارخانه سیمان با نام شکدر، یک آبجوسازی با نام Korçë ; و کارخانه‌های سیگارسازی دورس و شودر که از تنباکوی محلی استفاده می‌کردند تنها بخش‌های صنعتی کشور بودند.
در سال ۱۹۳۴ میلادی قیمت غلات به پایین‌ترین سطح یعنی حدود ۷٫۵ فرانک طلا رسید. کاهش شدید قیمت‌ها، تأثیرات مخربی در صنعت کشاورزی و دامپروری، و به ویژه سیاست‌های پولی و اعتباری بانک ملی تجارت داشت. در طول سال‌های بحران، بانک برای جلوگیری از سقوط ارزش پول، مقدار ارز در گردش را کاهش داد که باعث تشدید تورم شد. افزایش مصنوعی ارزش فرانک منجر به کاهش قیمت محصولات شد. در اواسط سال ۱۹۳۵ میلادی، آلبانی وارد مرحله بهبودی شد. صنعت بهبود یافت و شاه زوغو مشوق‌های مالیاتی را اعلام کرد. این معافیت‌های مالیاتی به‌طور ویژه برای کارخانه‌های سیمان ایجاد شد که آنها را تا سه سال از مالیات معاف کرد.
بین سالهای ۱۹۳۳ و ۱۹۳۵ میلادی، توسعه و گسترش اقتصادی در صنایع کشاورزی، دامداری و صنایع سرمایه صنعتی پدیدار شد. ساخت راه‌ها و پل‌ها به همراه پنجاه و سه خط پست تلگراف در دستور کار دولت قرار گرفت.
در بیشتر دوران بین دو جنگ، ایتالیایی‌ها بیشتر مشاغل فنی را در اقتصاد آلبانی داشتند. آلبانی دارای چهار بندر بود: دورس، شنجین، اولولو و سارانده. بیشتر صادرات آلبانی شامل نفت، پوست حیوانات، پنیر، دام و تخم مرغ بود. واردات آنها نیز شامل مواد اولیه غلات و سایر مواد غذایی، محصولات فلزی و ماشین آلات صنعتی بود. در سال ۱۹۳۹ میلادی ارزش واردات آلبانی چهار برابر صادرات آن بود. ایتالیا در صدر لیست شرکای تجاری آلبانی بود، به‌گونه ای که حدود هفتاد درصد صادرات آلبانی به ایتالیا می‌رفت. کارخانه‌های ایتالیایی حدود چهل درصد واردات آلبانی را تأمین می‌کردند و دولت ایتالیا مابقی را پرداخت می‌کرد.
در سال ۱۹۳۸ میلادی به طور کلی سرمایه‌های ملی در صنعت فعال شد. در این دوره تعداد شرکت‌ها به ۲۴۴ عدد رسید و تعداد کارکنان اداره دولتی به ۷٬۴۳۵ نفر می‌رسید.در حالی‌که تولید صنعتی افزایش یافت، صنعت کشاورزی با کاهش روبرو شد. در سال ۱۹۳۸ میلادی، مساحت کل زمین‌های تحت کشاورزی ۱٬۱۶۳ هکتار (۲٬۸۷۴ جریب فرنگی) تخمین زده شد که حدود ۳۹٫۵ درصد از املاک دولتی و خصوصی اشغال شده بود، در حالی که خرده مالکیت‌ها دارای ۶۰ درصد مالکیت بودند.
تولید غلات در آلبانی پاسخگوی مصرف مورد نیاز آن‌ها نبود. تولید گندم ۳۸هزار تن و ذرت ۱۴۳هزار تن برآورد شد. پس از پایان بحران، تولید محصولات صنعتی در آلبانی رو به افزایش رفت. تنباکو حدود ۱٬۱۰۰ هکتار (۲٬۶۰۰ جریب فرنگی) را شامل می‌شد. همچنین غلات نیز کشت می‌شد. فریمرزها حدود ۱٫۲ میلیون ریشه برای محصولات غلات، صدهزار ریشه مرکبات، ۴۱٫۵ میلیون ریشه تاکستان و ۱٫۶ میلیون ریشه درخت زیتون کاشتند.
بین سال‌های ۱۹۳۶ و ۱۹۳۸ اقتصاد آلبانی رو به بهبود رفت. مبادلات تجاری با رشد ۶۵ درصدی به ۳۲٫۷ میلیون فرانک طلا رسید و تجارت بهبود یافت و صادرات ۶۱٫۵ درصد و واردات ۶۷٫۳ درصد رشد داشت. صادرات در سال ۱۹۳۸ میلادی، ۶۶٫۳ درصد از سطح ۱۹۲۸ میلادی را تشکیل می‌داد. همچنین در طول دوره بین سال‌های ۱۹۳۶-۱۹۳۸ میلادی بودجه دولتی افزایش یافت. دوره پادشاهی آلبانی با تعداد فزاینده‌ای از کارهای زیربنایی وکاربردی شناخته می‌شود. در سال ۱۹۳۹ میلادی ۳۶ شرکت در صنعت ساخت و ساز وجود داشت.
در طول این دوره‌ی یازده ساله، تلاش‌هایی جدی برای ایجاد شبکه‌ای از راه‌های ملی با سرمایه‌گذاری شصت میلیون فرانک طلای قرض گرفته شده از دولت پادشاهی ایتالیا صورت گرفت. در طول دوره ده ساله بین سال‌های ۱۹۲۹ تا ۱۹۳۹ میلادی، ۸۵۰ کیلومتر از جاده‌های اصلی، ۴۵۶ کیلومتر از جاده‌های فرعی، ۴۰۶۲ پل کوچک به طول ۱۰۲۵۰ مایل و ۷۶ پل اصلی به طول ۲۰۵۰ مایل ساخته شد که پیشرفت محسوسی محسوب می‌شود. در این دوره همچنین ساخت شبکه فاضلاب آغاز شد و برای نخستین‌بار برای ساخت بخش‌هایی از جاده‌ها در شمال آلبانی سرمایه‌گذاری صورت گرفت. از طرف دولت، مهندسانی از سایر مناطق اروپا برای تکمیل این پروژه‌ها در سایر نقاط آلبانی استخدام شدند. در سال ۱۹۳۸ میلادی ارزش سرمایه‌گذاری‌ها به ۱۵۰ میلیون لک آلبانی (قیمت ارز ۱۹۶۱) رسید. آلبانی در آستانه حمله فاشیست‌های ایتالیایی،  ۳۰۰ کامیون، ۲۰ اتوبوس و ۲۰۰ خودرو و وانت داشت.
در طول سال ۱۹۳۸ میلادی، ۹۵ هزار تن بار معادل ۱ میلیون تن در هر کیلومتر جابجا شد. در همین مدت، کل گردش کالاها در خرده فروشی بالغ بر ۳۹۰۰ میلیون به قیمت سال ۱۹۴۷ بوده است. همچنین در ۲۸ نوامبر سال ۱۹۳۸ میلادی، رادیو تیرانا، ایستگاه رادیویی ملی آلبانی آغاز به کار کرد. همچنین ساخت بندر دورس آغاز شد. اما به ناچار و با آغاز جنگ جهانی دوم (۱۹۳۹-۱۹۴۵) ساخت مهاربندها، کانال‌های آبیاری و غیره متوقف شد.

### نظامی

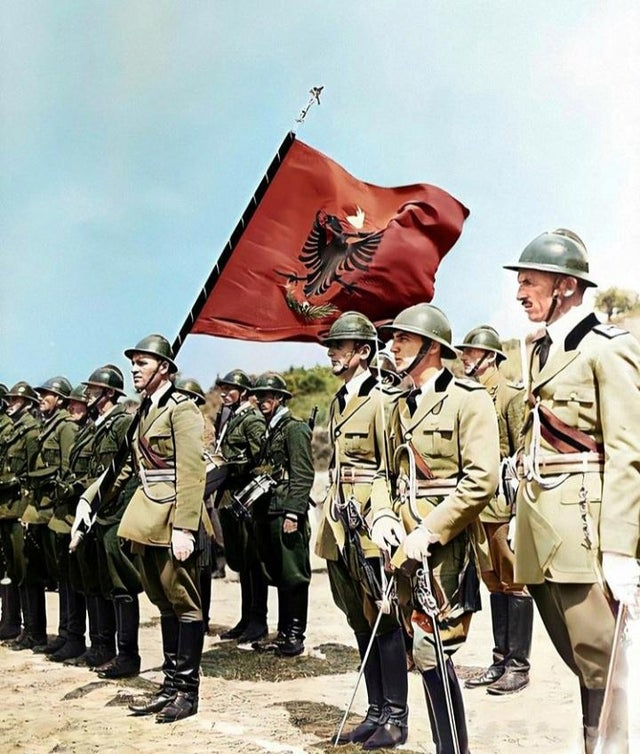
گارد افتخاری ارتش سلطنتی آلبانی در حدود سال ۱۹۳۹.

ارتش سلطنتی آلبانی، ارتش پادشاهی آلبانی و شاه زوغو از ۱۹۲۸ تا ۱۹۳۹ بود. این ارتش مستقیم تحت فرمان پادشاه زوغو بود. فرمانده این ارتش، ژنرال ژمل آرانیتاسی و رئیس ستاد ژنرال گوستاو فون میرداکز بود. بودجه ارتش بین سالهای ۱۹۳۶ تا ۱۹۳۹، عمدتاً توسط ایتالیا تأمین می‌شد.
ارتش سلطنتی متشکل از ۱۵٬۶۰۰ کادر فعال و ۲۹٬۸۶۰ کادر رزرو بود.

## شرایط اجتماعی
از گذشته، آلبانی کشوری فقیر و دور افتاده بود و چندین دهه از دیگر کشورهای بالکان در توسعه آموزشی و اجتماعی عقب بود. تنها حدود ۱۳ درصد از جمعیت آلبانی در آن زمان در شهرها زندگی می‌کردند. بی‌سوادی تقریباً همه‌ی جمعیت را گرفتار کرده بود. حدود ۹۰ درصد دهقانان این کشور با استفاده از روش‌ها و ابزارهای بسیار قدیمی مانند گاوآهن چوبی کشاورزی می‌کردند که می‌توان آن را کشاورزی معیشتی دانست و بسیاری از غنی‌ترین زمین‌های کشاورزی کشور زیر آب در باتلاق‌های ساحلی آلوده به مالاریا قرار دارند. آلبانی به طور کلی فاقد هرگونه سیستم بانکی مدرن، راه‌آهن، بندر مدرن، ارتش کارآمد، دانشگاه و حتی چاپخانه مدرن بود. آلبانیایی‌ها در آن زمان، بالاترین مرگ و میر نوزادان را در اروپا داشتند و امید به زندگی برای مردان حدود ۳۸ سال بود.

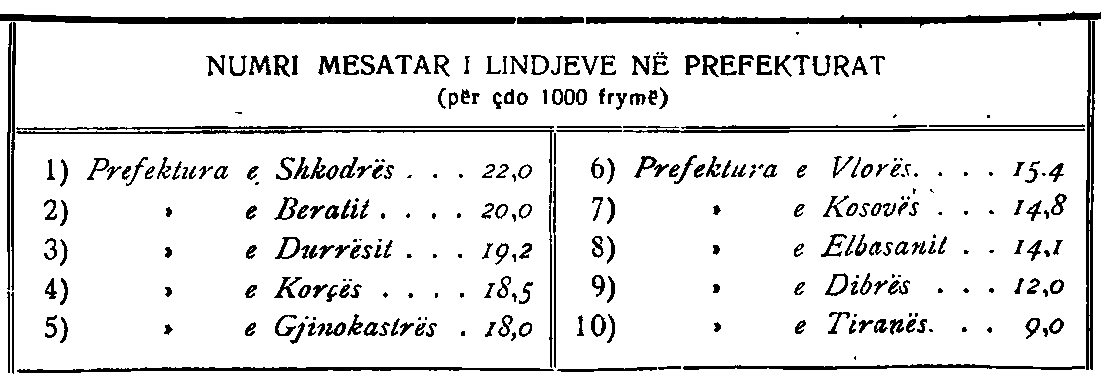
میانگین تعداد تولدها در استانها (به ازای هر ۱۰۰۰ نفر) در سال ۱۹۲۷

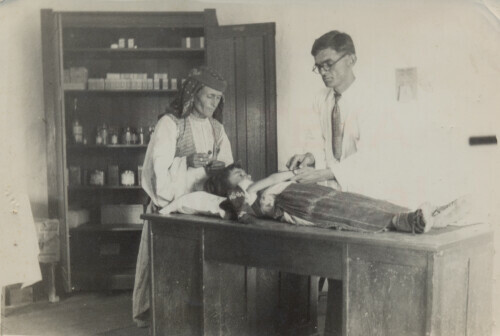
واکسیناسیون کودکان در دورس

صلیب سرخ آمریکا مدارس و بیمارستان‌هایی را در بندر دراج و پایتخت آلبانی، تیرانا گشود و یکی از کارگران صلیب سرخ یک بخش آلبانیایی از پیشاهنگان پسر را بنیانگذاری کرد که در پی آن، همه‌ی پسران دوازده تا هجده سال بر اساس قانون می‌بایست به آن می‌پیوستند. اگرچه صدها مدرسه در سراسر کشور گشوده شد، اما در سال ۱۹۳۸ تنها ۳۶ درصد از کودکان آلبانیایی در سن مدرسه از هر نوع تحصیلی برخوردار بودند.
در دوره‌ی زمامداری شاه زوغو، آموزش ابتدایی برای کودکان اجباری شد. با وجود فرصت‌های اندک آموزشی، ادبیات در بین دو جنگ جهانی در آلبانی رونق گرفت. پیشرفت قابل توجهی در ادبیات و انتشارات هنری حاصل شده بود. حاصل این رونق، ظهور نویسندگان برجسته‌ای در این دوران بود. برای نمونه می‌توان به نویسندگانی همچون فن استیلیان نولی ، الکساندر درنووا ، اساد مکولی ، ندره مژدا ، هاکی استرمیلی ، لاسگوش پورادچی ، فایک کونیکا ، استرو اسپاسه ، ندوک نیکاج ، فوکیون پستولی ، میگنی و دیگران اشاره کرد. همچنین یک کشیش و شاعر فرانسیسکن، جرج فیشتا ، با اشعار خود درباره استقامت آلبانیایی‌ها در طول تلاش برای آزادی، بر صحنه ادبی تاثیر به سزایی گذاشت. در این دوران ۶۰۰ مدرسه شبانه در تلاش برای ریشه‌کن کردن بی‌سوادی گشایش یافت، اما در سال ۱۹۳۹ میلادی همچنان ۸۰ درصد از جمعیت بزرگسال بی‌سواد بودند.

## مذهب
به‌طور طبیعی، تحت هدایت سلطنت، نهادهای مذهبی تحت کنترل دولت قرار گرفتند. در سال ۱۹۲۳، کنگره مسلمانان در تیرانا برگزار شد که در آن، تصمیم به ایجاد اختلاف بین مسلمانان آلبانی از خلافت گرفتند. این تغییرات علاوه بر وجهه سیاسی، در وجهه‌های عملی اسلام از جمله نحوه نماز خواندن، تعدد زوجات و شکل حجاب اصیل اسلامی که در دوره اشغال آلبانی توسط عثمانی به جمعیت زنان شهری تحمیل شده بود، را نیز شامل می‌شد.
در سال ۱۹۲۹، کلیسای ارتدکس آلبانی رسما اعلام کرد که این کلیسا به‌طور خودگردان اداره خواهد شد.
یک سال بعد، در سال ۱۹۳۰، نخستین سرشماری رسمی مذهبی در آلبانی انجام شد. با تکرار داده‌های مرسوم عثمانی از یک سده پیش که قبلاً دو برابر قلمرو و جمعیت دولت جدید را پوشش می‌داد، ۵۰ درصد از جمعیت را مسلمانان سنی، ۲۰ درصد را مسیحیان ارتدوکس، ۲۰ درصد را مسلمانان بکتاشی و ۱۰ درصد از جمعیت کلی آلبانی را مسیحیان کاتولیک تشکیل می‌دادند. 
با توجه به وضعیت موجود در آلبانی و اختلاف فاحش میاد مذهب مردم، حکومت مصمم شد که دین دیگر نباید یک موضوع خارجی‌محور باشد که آلبانیایی‌ها را از هم جدا کند، بلکه باید ملی شده باشد تا مردم آلبانی را متحد کند. در این زمان بود که سرمقاله‌های روزنامه‌ها شروع به تحقیر پذیرش تقریباً جهانی نام‌های مسلمان و مسیحی کردند و در عوض پیشنهاد کردند که نام‌های آلبانیایی خنثی بر کودکان گذارده شود.
سپس شعارهای رسمی در همه‌جا ظاهر شد. برای مثال، شعارهایی مانند "دین جدا می‌شود، میهن پرستی متحد می‌شود"، "ما دیگر مسلمان، ارتدوکس، کاتولیک نیستیم، ما همه آلبانیایی هستیم"، "دین ما آلبانیزم است" و "سرود ملی نه محمد و نه عیسی مسیح، بلکه پادشاه زوغو" را به عنوان "Shpëtimtari i Atdheut" (نجات دهنده میهن) توصیف می‌کرد. سرود پرچم نیز سربازی را که برای کشورش می‌میرد به عنوان "قدیس" گرامی داشت. انتظار می‌رفت که مسجد و کلیسا به طور فزاینده‌ای به عنوان خادمان دولت عمل کنند، روحانیون میهن‌پرست از همه‌ی ادیان که انجیل (کتاب مقدس دین آلبانیزم)، آلبانیسم را گسترش می‌دادند.

## میراث
پس از سقوط دولت سلطنتی توسط دولت فاشیستی ایتالیا، زوغو یکم، پادشاه آلبانی هنوز هم پادشاه مشروع کشور بود، اما نمی‌توانست تاج و تخت را پس بگیرد. پارتیزان‌های کمونیست به همراه لیبرال‌ها، در طول جنگ و پس از آن، با حمایت یوگسلاوی و اتحاد جماهیر شوروی، جنبش‌های ملی‌گرای آلبانیایی را سرکوب کردند و رژیم استالینیستی را روی کار آوردند که حدود ۴۶ سال دوام آورد. شاه زوغو توسط کمونیست‌ها از ورود به آلبانی منع شد و تا پایان عمر در تبعید زندگی کرد.

## کتابشناسی - فهرست کتب
- Patrice Najbor, Histoire de l'Albanie et de sa Maison Royale (5 جلد)، JePublie، پاریس، ۲۰۰۸، (شابک ‎۹۷۸-۲-۹۵۳۲۳۸۲-۰-۴ ).
- Patrice Najbor, La Dynastye des Zogu, Textes & Prétextes، پاریس، ۲۰۰۲